# Lufthygienisches Überwachungssystem Niedersachsen
Das Lufthygienische Überwachungssystem Niedersachsen ist ein Netz aus 25 Messpunkten für Luftschadstoffe in Niedersachsen.

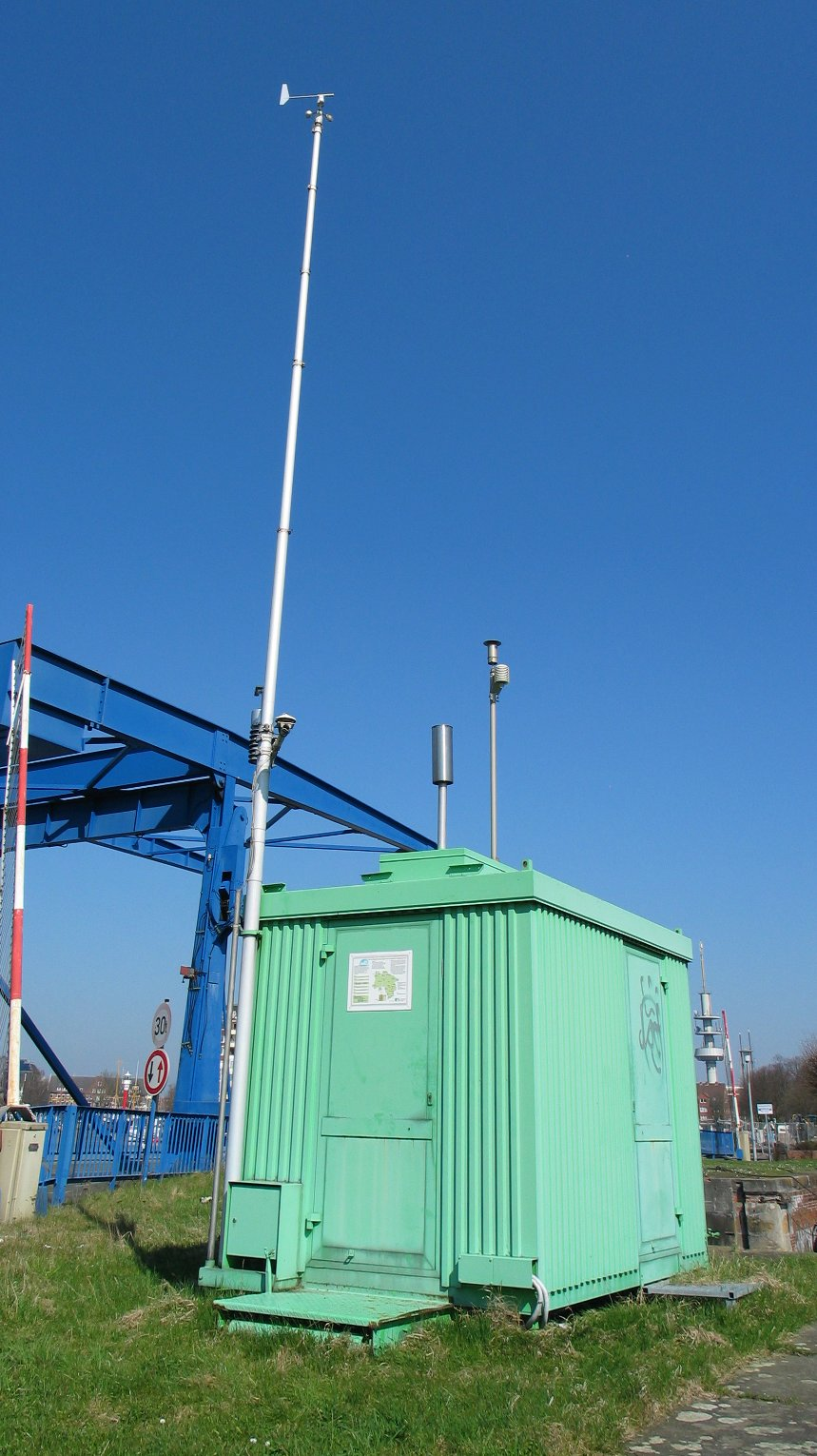
Luftgüte-Messstation in Emden

20 Messpunkte befinden sich in größeren Städten Niedersachsens wie Hannover, Braunschweig und Göttingen, 5 Messpunkte in ländlichen Gebieten und Ökosystemen, wie auf dem Wurmberg im Harz, auf den Ostfriesischen Inseln und an der Elbmündung.
Es werden neben meteorologischen Daten Messwerte erhoben zu:
- Feinstaub
- Stickoxide
- Ozon
- Schwefeldioxid (nicht an allen Messpunkten)
- Kohlenmonoxid und Benzol (nur in städtischen Ballungsräumen)

Diese Messwerte werden automatisch gemessen und an die Messnetz-Zentrale gesendet. Nach der Datenaufbereitung werden sie an das Umweltbundesamt übermittelt und stehen im Internet zur Verfügung.
Die Werte werden u. a. genutzt für:
- den Ozonwarndienst des Landes Niedersachsen
- Überwachung der Werte entsprechend den EU-Luftqualitätsrichtlinien
- Überwachung Kfz-Typischer Emissionen
- Umweltüberwachung
- Ermittlung der Langzeitentwicklung von Emissionen und der Luftschadstoffverteilung
- Information der Öffentlichkeit

## Weblink
- Website des Überwachungssystems